# Estadio municipal de Los Pozos
El estadio de Los Pozos se ubica en Puerto del Rosario (Las Palmas) España. En este estadio juega sus partidos como local el Club Deportivo Herbania. Además también lo hace el Club Deportivo Peña de la Amistad y el Club Deportivo La Cuadra Unión Puerto del Rosario, equipos españoles de fútbol de categoría nacional.
Antiguamente jugaba la Unión Deportiva Fuerteventura equipo histórico de Fuerteventura.
El mayor logro conseguido en este estadio fue la fase de ascenso a Segunda División de España, en la temporada 2007-08, tras quedar 3º en la clasificación de Segunda B por primera vez en su historia, pero sin éxito, el Fuerteventura no ascendió a Segunda División de España.